# Josan Ferrández
José Antonio Ferrández Pomares (Crevillente, España, 3 de diciembre de 1989), más conocido como Josan, es un futbolista español que se desempeña como centrocampista en el Elche C. F. de la Segunda División de España.

## Trayectoria
Josan se formó en las categorías inferiores del Elche C. F. Más tarde, formaría parte de la U. D. Horadada, Villajoyosa C. F. y del Crevillente Deportivo.
Después jugaría durante tres campañas en La Hoya Lorca C. F., a la que ascendió a la Segunda División B de España y en la última temporada casi asciende a la Segunda División de España, en la cual, Josan disputó un total de 35 partidos, siendo titular en 28 de ellos. Anotó un total de 21 goles y vio durante toda la última campaña tres tarjetas amarillas. El atacante fue uno de los jugadores importantes del conjunto murciano, que consiguió clasificarse para jugar los playoffs de ascenso a Segunda División pero fue eliminado por C. E. L'Hospitalet en las semifinales.
En 2014 firma por la S. D. Huesca, el atacante llega a la capital altoaragonesa cedido, procedente del Granada C. F.
Tras su regreso al Granada C. F. y su paso por la A. D. Alcorcón y la UCAM Murcia C. F., en agosto de 2016 ficha por el Albacete Balompié, con el que lograría el ascenso a Segunda División al final de la temporada 2016-17. Josan es considerado un "hombre ascenso" ya que posee un total de tres ascensos a Segunda. Además del ya citado con el Albacete, ascendía anteriormente con UCAM Murcia y Huesca. 
En el mercado de invierno de la temporada 2017-18, abandona el Albacete Balompié donde no tuvo demasiadas oportunidades en la Segunda División, para reforzar al Elche C. F. e intentar volver a ascender de categoría con otro club.
Nuevamente, consigue el ascenso a Segunda División. En la temporada 2018-19, continúa en el Elche C. F., afianzándose como uno de los interiores titulares del club ilicitano.

## Clubes
Actualizado al último partido disputado el 9 de febrero de 2025.
| Club                                  | Div.          | Temporada     | Liga  | Liga  | Liga   | Copas nacionales | Copas nacionales | Copas nacionales | Torneos internacionales | Torneos internacionales | Torneos internacionales | Total | Total | Total  |
| Club                                  | Div.          | Temporada     | Part. | Goles | Asist. | Part.            | Goles            | Asist.           | Part.                   | Goles                   | Asist.                  | Part. | Goles | Asist. |
| ------------------------------------- | ------------- | ------------- | ----- | ----- | ------ | ---------------- | ---------------- | ---------------- | ----------------------- | ----------------------- | ----------------------- | ----- | ----- | ------ |
| La Hoya Lorca C. F. · España          | 2.ª B         | 2013-14       | 37    | 5     | 0      | 1                | 0                | 0                | –                       | –                       | –                       | 38    | 5     | 0      |
| La Hoya Lorca C. F. · España          | Total club    | Total club    | 37    | 5     | 0      | 1                | 0                | 0                | –                       | –                       | –                       | 38    | 5     | 0      |
| Granada C. F. · España                | 1.ª           | 2014-15       | –     | –     | –      | –                | –                | –                | –                       | –                       | –                       | –     | –     | –      |
| Granada C. F. · España                | Total club    | Total club    | –     | –     | –      | –                | –                | –                | –                       | –                       | –                       | –     | –     | –      |
| S. D. Huesca · (cedido) · España      | 2.ª B         | 2014-15       | 33    | 3     | 1      | 4                | 0                | 0                | –                       | –                       | –                       | 37    | 3     | 1      |
| S. D. Huesca · (cedido) · España      | Total club    | Total club    | 33    | 3     | 1      | 4                | 0                | 0                | –                       | –                       | –                       | 37    | 3     | 1      |
| A. D. Alcorcón · (cedido) · España    | 2.ª           | 2015-16       | –     | –     | –      | 1                | 0                | 0                | –                       | –                       | –                       | 1     | 0     | 0      |
| A. D. Alcorcón · (cedido) · España    | Total club    | Total club    | –     | –     | –      | 1                | 0                | 0                | –                       | –                       | –                       | 1     | 0     | 0      |
| UCAM Murcia C. F. · (cedido) · España | 2.ª B         | 2015-16       | 20    | 2     | 0      | –                | –                | –                | –                       | –                       | –                       | 20    | 2     | 0      |
| UCAM Murcia C. F. · (cedido) · España | Total club    | Total club    | 20    | 2     | 0      | –                | –                | –                | –                       | –                       | –                       | 20    | 2     | 0      |
| Albacete Balompié · España            | 2.ª B         | 2016-17       | 38    | 3     | 1      | 3                | 0                | 0                | –                       | –                       | –                       | 41    | 3     | 1      |
| Albacete Balompié · España            | 2.ª           | 2017-18       | 4     | 0     | 0      | 1                | 0                | 0                | –                       | –                       | –                       | 5     | 0     | 0      |
| Albacete Balompié · España            | Total club    | Total club    | 42    | 3     | 1      | 4                | 0                | 0                | –                       | –                       | –                       | 46    | 3     | 1      |
| Elche C. F. · España                  | 2.ª B         | 2017-18       | 19    | 0     | 0      | –                | –                | –                | –                       | –                       | –                       | 19    | 0     | 0      |
| Elche C. F. · España                  | 2.ª           | 2018-19       | 31    | 3     | 3      | 2                | 0                | 0                | –                       | –                       | –                       | 33    | 3     | 3      |
| Elche C. F. · España                  | 2.ª           | 2019-20       | 42    | 1     | 8      | 2                | 0                | 1                | –                       | –                       | –                       | 44    | 1     | 9      |
| Elche C. F. · España                  | 1.ª           | 2020-21       | 33    | 4     | 2      | 2                | 0                | 0                | –                       | –                       | –                       | 35    | 4     | 2      |
| Elche C. F. · España                  | 1.ª           | 2021-22       | 31    | 2     | 3      | 3                | 0                | 1                | –                       | –                       | –                       | 34    | 2     | 4      |
| Elche C. F. · España                  | 1.ª           | 2022-23       | 26    | 1     | 3      | 2                | 0                | 0                | –                       | –                       | –                       | 28    | 1     | 3      |
| Elche C. F. · España                  | 2.ª           | 2023-24       | 32    | 0     | 2      | 1                | 0                | 0                | –                       | –                       | –                       | 33    | 0     | 2      |
| Elche C. F. · España                  | 2.ª           | 2024-25       | 19    | 1     | 3      | –                | –                | –                | –                       | –                       | –                       | 19    | 1     | 3      |
| Elche C. F. · España                  | Total club    | Total club    | 233   | 12    | 24     | 12               | 0                | 2                | –                       | –                       | –                       | 245   | 12    | 26     |
| Total carrera                         | Total carrera | Total carrera | 365   | 25    | 26     | 22               | 0                | 2                | –                       | –                       | –                       | 387   | 25    | 28     |
| 1.                                    |               |               |       |       |        |                  |                  |                  |                         |                         |                         |       |       |        |

## Palmarés

### Títulos nacionales
| Título                       | Club              | País   | Año  |
| ---------------------------- | ----------------- | ------ | ---- |
| Segunda División B de España | UCAM Murcia C. F. | España | 2016 |